# Giải vô địch bóng đá U-15 Đông Nam Á 2019
Giải vô địch bóng đá U-15 Đông Nam Á 2019 là lần thứ 14 giải vô địch bóng đá U-16 Đông Nam Á được tổ chức. 
Những cầu thủ sinh vào hoặc sau ngày 1 tháng 1 năm 2004 đủ điều kiện tham dự giải đấu. Mỗi trận đấu dự kiến có thời lượng 80 phút, bao gồm hai hiệp 40 phút.

## Các đội tuyển
Giải đấu không có vòng loại và tất cả 12 đội bóng thành viên của Liên đoàn bóng đá Đông Nam Á  đều tham dự vòng chung kết.  
| Đội tuyển   | Hiệp hội         | Tham dự | Thành tích tốt nhất lần trước                  |
| ----------- | ---------------- | ------- | ---------------------------------------------- |
| Thái Lan    | HHBĐ Thái Lan    | 9 lần   | Vô địch (2007, 2011, 2015)                     |
| Việt Nam    | LĐBĐ Việt Nam    | 11 lần  | Vô địch (2006, 2010, 2017)                     |
| Campuchia   | LĐBĐ Campuchia   | 9 lần   | Hạng tư (2016)                                 |
| Brunei      | HHBĐ Brunei      | 7 lần   | Vòng bảng (2002, 2007, 2013, 2015, 2016, 2017) |
| Indonesia   | HHBĐ Indonesia   | 9 lần   | Á Quân (2013)                                  |
| Lào         | LĐBĐ Lào         | 9 lần   | Á Quân (2002, 2007, 2011)                      |
| Malaysia    | HHBĐ Malaysia    | 10 lần  | Vô địch (2013)                                 |
| Myanmar     | LĐBĐ Myanmar     | 10 lần  | Vô địch (2002, 2005)                           |
| Philippines | LĐBĐ Philippines | 7 lần   | Vòng bảng (2002, 2011, 2013, 2015, 2016, 2017) |
| Singapore   | HHBĐ Singapore   | 9 lần   | Hạng tư (2008, 2011)                           |
| Đông Timor  | LĐBĐ Đông Timor  | 6 lần   | Hạng ba (2010)                                 |
| Úc          | LĐBĐ Úc          | 7 lần   | Vô địch (2008, 2016)                           |

## Địa điểm
Giải đấu được tổ chức ở 2 địa điểm thuộc Chonburi, Chonburi: Sân vận động Cơ sở Chonburi và Sân vận động Chonburi (ở Mueang Chonburi).
| Chonburi | Mueang Chonburi |
| -------- | --------------- |
|          |                 |

| Vòng bảng và vòng đấu loại trực tiếp            | Vòng bảng                                     |
| ----------------------------------------------- | --------------------------------------------- |
| Sân vận động Cơ sở Chonburi 1                   | Sân vận động Cơ sở Chonburi 2                 |
| 13°24′41″B 100°59′34″Đ / 13,41139°B 100,99278°Đ | 13°20′14″B 100°57′18″Đ / 13,33722°B 100,955°Đ |
| Sức chứa: 12.000                                | Sức chứa: 8.680                               |
|                                                 |                                               |

## Trọng tài
| Trọng tài - Abdul Hakim Mohd Haidi (Brunei) - Chy Samdy (Campuchia) - Khoun Virak (Campuchia) - Yudi Nurcahya (Indonesia) - Khamsing Xaiyavongsy (Lào) - Soe Lin Aung (Myanmar) - Kyaw Zwall Lwin (Myanmar) - Linjun Talaver (Philippines) - Steve Supresencia (Philippines) - Songkran Bunmeekiart (Thái Lan) - Torpong Somsing (Thái Lan) - Trường Hồng Vũ (Việt Nam) | Trợ lý trọng tài - Sun Daravuth (Campuchia) - Beni Andriko (Indonesia) - I Gede Selamet Raharja (Indonesia) - Phonesooksin Teso (Lào) - Somphavanh Louanglath (Lào) - Mohd Hariff Md Akhir (Malaysia) - Zayar Maung (Myanmar) - Hein Min Tun (Myanmar) - Giovanni Lachica (Philippines) - Chotrawee Tongduang (Thái Lan) - Poonsawat Samransuk (Thái Lan) - Phạm Hoài Tâm (Việt Nam) |

## Hạt giống
| Nhóm 1                 | Nhóm 2               | Nhóm 3           | Nhóm 4                   | Nhóm 5               | Nhóm 6             |
| ---------------------- | -------------------- | ---------------- | ------------------------ | -------------------- | ------------------ |
| Indonesia · Thái Lan · | Malaysia · Myanmar · | Việt Nam · Lào · | Đông Timor · Campuchia · | Singapore · Brunei · | Philippines · Úc · |

## Vòng bảng
- Tất cả các trận đấu đều diễn ra ở Chon Buri, Thái Lan
- Tất cả thời gian được liệt kê theo giờ chuẩn Thái Lan (UTC+07:00).
- Hai đội hàng đầu của mỗi bảng giành quyền vào bán kết.

### Các tiêu chí
Các đội tuyển được xếp hạng theo điểm số (3 điểm cho một trận thắng, 1 điểm cho một trận hòa, 0 điểm cho một trận thua). Nếu điểm bằng nhau, các tiêu chí tiếp sau được áp dụng theo thứ tự, để xác định thứ hạng.
1. Số điểm thu được trong các trận đấu giữa các đội liên quan;
2. Hiệu số bàn thắng thua từ các trận đấu giữa các đội liên quan;
3. Số bàn thắng được ghi từ các trận đấu giữa các đội liên quan;
4. Hiệu số bàn thắng thua trong tất cả các trận đấu bảng;
5. Số bàn thắng được ghi trong tất cả các trận đấu bảng;
6. Sút luân lưu nếu hai đội liên quan gặp nhau trận cuối cùng vòng bảng.
7. Điểm giải phong cách trong tất cả các trận đấu bảng (chỉ có một trong các khoản trừ này được áp dụng cho một cầu thủ trong một trận đấu):   - Thẻ vàng thứ nhất: trừ 1 điểm;
  - Thẻ đỏ gián tiếp (thẻ vàng thứ hai): trừ 3 điểm;
  - Thẻ đỏ trực tiếp: trừ 3 điểm;
  - Thẻ vàng tiếp theo bởi thẻ đỏ trực tiếp: trừ 4 điểm;
8. Bốc thăm

### Bảng A
| VT | Đội         | ST | T | H | B | BT | BB | HS  | Đ  | Giành quyền tham dự |
| -- | ----------- | -- | - | - | - | -- | -- | --- | -- | ------------------- |
| 1  | Indonesia   | 5  | 4 | 1 | 0 | 15 | 1  | +14 | 13 | Vòng loại trực tiếp |
| 2  | Việt Nam    | 5  | 4 | 0 | 1 | 8  | 3  | +5  | 12 | Vòng loại trực tiếp |
| 3  | Đông Timor  | 5  | 3 | 1 | 1 | 15 | 4  | +11 | 10 |                     |
| 4  | Singapore   | 5  | 1 | 1 | 3 | 3  | 10 | −7  | 4  |                     |
| 5  | Myanmar     | 5  | 1 | 1 | 3 | 2  | 11 | −9  | 4  |                     |
| 6  | Philippines | 5  | 0 | 0 | 5 | 4  | 18 | −14 | 0  |                     |

| Việt Nam | 0–2      | Indonesia                       |
| -------- | -------- | ------------------------------- |
|          | Chi tiết | - Valeron 40+2' - Marselino 46' |

| Đông Timor                                                    | 7–1      | Philippines |
| ------------------------------------------------------------- | -------- | ----------- |
| - Freitas 4', 42', 55', 58' - Brito 16' - Vong 53' - Kefi 56' | Chi tiết | - Tom 40'   |

| Myanmar | 0–0      | Singapore |
| ------- | -------- | --------- |
|         | Chi tiết |           |

| Indonesia                                | 3–0      | Singapore |
| ---------------------------------------- | -------- | --------- |
| - Marselino 18' - Wahyu 71' - Faizal 79' | Chi tiết |           |

| Myanmar             | 1–3      | Đông Timor           |
| ------------------- | -------- | -------------------- |
| - Lai Wai Phone 76' | Chi tiết | - Kefi 37', 46', 69' |

| Việt Nam                                    | 3–1      | Philippines |
| ------------------------------------------- | -------- | ----------- |
| - Phạm Văn Phong 25' - Cái Văn Quỳ 47', 49' | Chi tiết | - Nuñez 79' |

| Singapore | 0–1      | Việt Nam                   |
| --------- | -------- | -------------------------- |
|           | Chi tiết | - Lê Minh Toàn 80' (ph.đ.) |

| Philippines | 0–1      | Myanmar             |
| ----------- | -------- | ------------------- |
|             | Chi tiết | - Yan Naing Tun 74' |

| Indonesia       | 1–1      | Đông Timor    |
| --------------- | -------- | ------------- |
| - Marselino 45' | Chi tiết | - Freitas 56' |

| Đông Timor                                        | 4–0      | Singapore |
| ------------------------------------------------- | -------- | --------- |
| - Freitas 13' (ph.đ.), 28' - Mota 43' - Brito 79' | Chi tiết |           |

| Philippines | 0–4      | Indonesia                                                         |
| ----------- | -------- | ----------------------------------------------------------------- |
|             | Chi tiết | - Marselino 25' - Wahyu 30' - Marcell 38' (ph.đ.) - Alexandro 65' |

| Myanmar | 0–3      | Việt Nam                                                |
| ------- | -------- | ------------------------------------------------------- |
|         | Chi tiết | - Cái Văn Quỳ 3' - Nguyễn Phú Nhã 46' - Võ Anh Quân 71' |

| Singapore                         | 3–2      | Philippines                |
| --------------------------------- | -------- | -------------------------- |
| - Seng 37' - Amir 47' - Ethan 68' | Chi tiết | - Dadivas 62' - Dalapo 65' |

| Việt Nam          | 1–0      | Đông Timor |
| ----------------- | -------- | ---------- |
| - Cái Văn Quỳ 76' | Chi tiết |            |

| Indonesia                                                 | 5–0      | Myanmar |
| --------------------------------------------------------- | -------- | ------- |
| - Faizal 8', 42' - Marselino 31' - Ruy 56' - Valeroen 80' | Chi tiết |         |

### Bảng B
| VT | Đội          | ST | T | H | B | BT | BB | HS  | Đ  | Giành quyền tham dự     |
| -- | ------------ | -- | - | - | - | -- | -- | --- | -- | ----------------------- |
| 1  | Malaysia     | 5  | 3 | 2 | 0 | 15 | 2  | +13 | 11 | Vòng đấu loại trực tiếp |
| 2  | Thái Lan (H) | 5  | 3 | 2 | 0 | 15 | 4  | +11 | 11 | Vòng đấu loại trực tiếp |
| 3  | Úc           | 5  | 3 | 1 | 1 | 11 | 5  | +6  | 10 |                         |
| 4  | Lào          | 5  | 2 | 1 | 2 | 8  | 6  | +2  | 7  |                         |
| 5  | Campuchia    | 5  | 0 | 1 | 4 | 2  | 13 | −11 | 1  |                         |
| 6  | Brunei       | 5  | 0 | 1 | 4 | 2  | 23 | −21 | 1  |                         |

| Lào         | 1–2      | Thái Lan          |
| ----------- | -------- | ----------------- |
| - Phomma 9' | Chi tiết | - Kakana 43', 65' |

| Campuchia             | 1–3      | Úc                                |
| --------------------- | -------- | --------------------------------- |
| - Pusateri 64' (l.n.) | Chi tiết | - D'Argenio 12' - Helweh 24', 31' |

| Malaysia                                                                          | 8–0      | Brunei |
| --------------------------------------------------------------------------------- | -------- | ------ |
| - Harry 6', 13', 46' - Zubaidi 40+1', 40+3' - Hakim 40+4' - Nabil 57' - Aliff 72' | Chi tiết |        |

| Thái Lan                                                                         | 7–1      | Brunei            |
| -------------------------------------------------------------------------------- | -------- | ----------------- |
| - Minhart 3', 51', 80+1' - Wongwat 12' - Anucha 18' - Theekawin 26' - Kakana 35' | Chi tiết | - Syaherrul 40+1' |

| Malaysia                | 2–0      | Campuchia |
| ----------------------- | -------- | --------- |
| - Izrin 63' - Aliff 66' | Chi tiết |           |

| Lào | 0–3      | Úc                                          |
| --- | -------- | ------------------------------------------- |
|     | Chi tiết | - Menelaou 33' - Oliveira 75' - Segecic 80' |

| Brunei | 0–3      | Lào                                   |
| ------ | -------- | ------------------------------------- |
|        | Chi tiết | - Anantaza 26' - Thipphachan 40', 47' |

| Úc | 0–3      | Malaysia                                    |
| -- | -------- | ------------------------------------------- |
|    | Chi tiết | - Daniel 4' (ph.đ.) - Nabil 28' - Izrin 70' |

| Thái Lan                                                        | 4–0      | Campuchia |
| --------------------------------------------------------------- | -------- | --------- |
| - Wongwat 19' - Kongpop 49' - Thanawat Sa. 77' - Chonnaphat 80' | Chi tiết |           |

| Campuchia        | 1–1      | Brunei          |
| ---------------- | -------- | --------------- |
| - Sovanpanha 69' | Chi tiết | - Syaherrul 31' |

| Úc          | 1–1      | Thái Lan        |
| ----------- | -------- | --------------- |
| - Taylor 4' | Chi tiết | - Theekawin 40' |

| Malaysia               | 1–1      | Lào               |
| ---------------------- | -------- | ----------------- |
| - Vongsakda 80' (l.n.) | Chi tiết | - Thipphachan 33' |

| Brunei | 0–4      | Úc                                            |
| ------ | -------- | --------------------------------------------- |
|        | Chi tiết | - Mostofi 20', 65' - Gomez 32' - Oliveira 54' |

| Lào                                        | 3–0      | Campuchia |
| ------------------------------------------ | -------- | --------- |
| - Thipphachan 9' - Damoth 27' - Phomma 80' | Chi tiết |           |

| Thái Lan        | 1–1      | Malaysia              |
| --------------- | -------- | --------------------- |
| - Pornsawan 18' | Chi tiết | - Sittha 80+3' (l.n.) |

## Vòng đấu loại trực tiếp
Trong vòng đấu loại trực tiếp, loạt đá luân lưu được thực hiện trong trường hợp qua 80 phút thi đấu chính thức mà 2 đội hòa nhau (Hiệp phụ sẽ không sử dụng).

### Sơ đồ
|  | Bán kết              | Bán kết  |                      |   | Chung kết | Chung kết |
|  |                      |          |                      |   |           |           |
|  | 7 tháng 8 – Chonburi |          |                      |   |           |           |
|  |                      |          |                      |   |           |           |
|  | Malaysia             | 3        |                      |   |           |           |
|  | Malaysia             | 3        | 9 tháng 8 – Chonburi |   |           |           |
|  | Việt Nam             | 1        |                      |   |           |           |
|  | Việt Nam             | 1        | Thái Lan             | 1 |           |           |
|  | 7 tháng 8 – Chonburi |          | Thái Lan             | 1 |           |           |
|  |                      | Malaysia | 2                    |   |           |           |
|  | Indonesia            | Malaysia | 2                    | 0 |           |           |
|  | Indonesia            |          |                      | 0 |           |           |
|  | Thái Lan             | 2        |                      |   |           |           |
|  | Thái Lan             | 2        | Tranh hạng ba        |   |           |           |
|  |                      |          |                      |   |           |           |
|  | 9 tháng 8 – Chonburi |          |                      |   |           |           |
|  |                      |          |                      |   |           |           |
|  | Indonesia            | 0 (3)    |                      |   |           |           |
|  | Indonesia            | 0 (3)    |                      |   |           |           |
|  | Việt Nam             | 0 (2)    |                      |   |           |           |

### Bán kết
| Malaysia                     | 3–1      | Việt Nam            |
| ---------------------------- | -------- | ------------------- |
| - Nabil 14', 49' - Aliff 78' | Chi tiết | - Phạm Văn Phong 9' |

| Indonesia | 0–2      | Thái Lan              |
| --------- | -------- | --------------------- |
|           | Chi tiết | - Niphitphon 52', 70' |

### Tranh hạng ba
| Indonesia                                | 0–0      | Việt Nam                                                                            |
| ---------------------------------------- | -------- | ----------------------------------------------------------------------------------- |
|                                          | Chi tiết |                                                                                     |
| Loạt sút luân lưu                        |          |                                                                                     |
| - Resa - Alfin - Marcell - Wahyu - Ahmad | 3–2      | - Hà Văn Việt - Nguyễn Văn Bảy - Nguyễn Phú Nhã - Nguyễn Đình Đức - Nguyễn Công Sơn |

### Chung kết
| Thái Lan        | 1–2      | Malaysia                |
| --------------- | -------- | ----------------------- |
| - Theekawin 16' | Chi tiết | - Izrin 68' - Nabil 80' |

## Vô địch
| Nhà vô địch U-15 Đông Nam Á 2019 |
| -------------------------------- |
| · Malaysia · Lần thứ 2           |

## Ghi nhận
| Vua phá lưới           | Đội đoạt giải phong cách |
| ---------------------- | ------------------------ |
| Paulo Domingos Freitas | Việt Nam                 |

## Danh sách cầu thủ ghi bàn
Đã có 109 bàn thắng ghi được trong 34 trận đấu, trung bình 3.21 bàn thắng mỗi trận đấu.
7 bàn thắng
- Paulo Domingos Freitas

5 bàn thắng
- Marselino Ferdinan
- Muhammad Nabil Qayyum Zainuddin

4 bàn thắng
- Thipphachan Khambai One
- Alexandro Kefi
- Cái Văn Quỳ

3 bàn thắng
- Mochamad Faizal Shaifullah
- Muhammad Aliff Izwan Yuslan
- Muhammad Harry Danish Mohd Haizon
- Muhammad Izrin Ibrahim
- Kakana Khamyok
- Minhart Kadeeroj
- Theekawin Chansri

2 bàn thắng
- Aiden Mostofi
- Bernardo Oliveira
- Daniel Helweh
- Syaherrul Affendy Syahmirul Nizam
- Muhammad Valeron
- Wahyu Agong Drajat Mulyono
- Phomma Khotphoutone
- Zubaidi Mohd Buang
- Niphitphon Wongpanya
- Wongwat Jaroenthaweesuk
- Serafin da Silva Brito
- Phạm Văn Phong

1 bàn thắng
- Adrian Segecic
- Alexander Menelaou
- Clayton Taylor
- Massimo D'Argenio
- Sebastian Gomez
- Heng Sovanpanha
- Alexandro Felix Kamuru
- Marcell Januar Putra
- Ruy Arianto
- Anantaza Siphongphan
- Damoth Thongkhamsavath
- Muhammad Daniel Edzuan Mohd Anuar
- Wan Muhammad Hakim Wan Mohd Nazril
- Lai Wai Phone
- Yan Naing Tun
- Domic Tom
- Harry James Nuñez
- Mark Dadivas
- Uriel Dalapo
- Amir Syafiz Abdul Rashid
- Ethan Henry Pinto
- Seng Hong Kai
- Anucha Somonwat
- Chonnaphat Buaphan
- Kongpop Sroirak
- Pornsawan Sankla
- Thanawat Saipetch
- William Quintas Vong
- Zenivo Mota
- Lê Minh Toàn
- Nguyễn Phú Nhã
- Võ Anh Quân

1 bàn phản lưới nhà
- Francesco Pusateri (đối đầu Campuchia)
- Vongsakda Chanthaleuxay (đối đầu Malaysia)
- Sittha Boonlha (đối đầu Malaysia)

## Trang liên quan
- U16 AFF trên trang chủ AFF.